# Vranjemil
Vranjemil (lat. Plumbago), biljni rod iz porodice vranjemilovki, koja po njemu i nosi ime. Ssastoji se od 23 vrste jednogodišnjeg raslinja, trajnica, penjačica, poluzimzelenih i vazdazelenih grmova.
Ime roda dolazi po grčkoj riječi plumbum (olovo), zbog olovno sivih mrlja na naličju listova. Vrsta vranjemil (Plumbago auriculata), može narasti do 6 metara visine na svom izvornom staništu, a danas je introducirana po mnogim zemljama svijeta.
Vranjemil se ne smije brkati s vražemilom (Goniolimon), srodnim rodom iz iste porodice.

## Vrste
1. Plumbago africana (Lam.) Christenh. & Byng
2. Plumbago amplexicaulis Oliv.
3. Plumbago aphylla Bojer ex Boiss.
4. Plumbago arabica (Boiss.) Christenh. & Byng
5. Plumbago auriculata Lam.
6. Plumbago caerulea Kunth
7. Plumbago ciliata Engl. ex Wilmot-Dear
8. Plumbago dawei Rolfe
9. Plumbago europaea L.
10. Plumbago glandulicaulis Wilmot-Dear
11. Plumbago hunsbergensis van Jaarsv., Swanepoel & A.E.van Wyk
12. Plumbago indica L.
13. Plumbago ituriensis Ntore
14. Plumbago madagascariensis M.Peltier
15. Plumbago montis-elgonis Bullock
16. Plumbago pearsonii L.Bolus
17. Plumbago pendula (Kuntze) Christenh. & Byng
18. Plumbago pulchella Boiss.
19. Plumbago socotrana (Balf.f.) ined.
20. Plumbago stenophylla Wilmot-Dear
21. Plumbago tristis W.T.Aiton
22. Plumbago wissii Friedrich
23. Plumbago zeylanica L.